# Hertig av Bedford
Hertig av Bedford (engelska: Duke of Bedford) är ett brittiskt pärskap som först gavs till Henrik IV:s son, John, hertig av Bedford. John av Bedfords son George Nevill innehade därefter titeln några år fram till 1471, då den fråntogs honom, varefter den 1485 tilldelades Henrik VI:s halvbror, Jasper Tudor, som 1495 avled utan bröstarvingar. 1539 tilldelades John Russel av den engelska adelsätten Russell titeln Earl av Bedford, och 1694 erhöll nedanstående William Russel titeln hertig av Bedford, som sedan dess gått i hans familj. Hertigens äldste son och arvinge har hövlighetstiteln Markis av Tavistock (engelska: Marquess of Tavistock). 

## Innehavare av titeln
- William Russell, 1:e hertig av Bedford
- Wriothesley Russell, 2:e hertig av Bedford
- Wriothesley Russell, 3:e hertig av Bedford
- John Russell, 4:e hertig av Bedford
- Francis Russell, 5:e hertig av Bedford
- John Russell, 6:e hertig av Bedford
- Francis Russell, 7:e hertig av Bedford
- William Russell, 8:e hertig av Bedford
- Francis Russell, 9:e hertig av Bedford
- George Russell, 10:e hertig av Bedford
- Herbrand Russell, 11:e hertig av Bedford
- Hastings Sackville Russell, 12:e hertig av Bedford
- John Russell, 13:e hertig av Bedford
- Robin Russell, 14:e hertig av Bedford